# 최진순
최진순(崔軫淳, 1969년 3월 8일 ~ )은 대한민국의 기자이다.

## 생애
1969년 대구에서 출생했으며, 1998년 교수신문을 거쳐 2000년 서울신문에서 본격적인 기자생활을 시작했다. (사)한국온라인신문협회 기획분과위원, 뉴스분과위원 및 운영위원 등을 차례로 역임했다. 2004년에는 한국언론재단 KINDS 태스크포스(TF) 팀장, 운영위원 등을 지냈다. 또 한국언론재단 뉴스ML 포럼 운영위원으로 활동했다. 2004년 미국언론연구원(API) 온라인저널리즘 디플로마 과정을 수료했다.
최진순은 1990년대 중반 PC통신 천리안에서 정기간행물을 표방한 보테저널을 발행하며 김어준 딴지일보 총수 등과 1세대 PC통신 논객 대열에 올랐다. 1999년 7월 인터넷 최초의 독립 일간지인 <온라인 뉴스> '뉴스24' 창간을 주도했다. 여기서 최초의 유급기자를 둔 웹진 편집장으로 활동했다.
2005년부터 중앙대학교 미디어공연영상대학 신문방송학부 겸임교수를 맡기 시작한 최진순은 저서 《한국 신문의 뉴 미디어 혁신》(2006)을 비롯 《온라인 신문, 경쟁과 생존》, 《신문도 TV도 죽었다》, 《뉴스의 혁명, NewsML》, 《혁신 저널리즘》 등의 책을 잇따라 펴냈다. 2008년에는 방송·통신 융합 시대 인터넷 정책현황분석 및 주요 이슈 (한국인터넷진흥원) 연구보고서(공저)를 냈다.
2005년 한국경제신문으로 이직해 2016년 9월 현재 편집국 기자로 재직 중이며 언론중재위원회 언론중재 편집위원을 맡고 있다. 한국신문협회 기조협의회 포털팀(TFT) 등 신문업계 기구에서 계속 활동하고 있다. 2005년부터 블로그 최진순 기자의 온라인저널리즘의 산실을 운영 중이다. 2013년 건국대학교 언론홍보대학원 겸임교수를 맡고 있다. 강의 과목은 온라인저널리즘, 디지털스토리텔링, 블로그저널리즘 등이다.
대학 출강 외에도 법무부, 보건복지가족부 등 정부부처는 물론 국내 대다수 언론사에서 특강과 자문을 맡고 있다. 또 MBC TV속의TV, 다큐멘터리 KBS 미디어인사이드 등에 출연하였다. 2013년 연합뉴스는 뉴미디어를 이끄는 사람들 연재물에서 최진순을 소개했다.

## 출신 학교
- 대륜고등학교
- 미국언론연구원API

## 주요 경력
- 서울신문기자(2000년)
- 현재 한국경제신문기자(2005년~)
- 현재 온라인미디어뉴스 대표(2004년~)
- 중앙대학교 신문방송학부 겸임교수(2005년~2012년) 강의과목 온라인저널리즘
- 현재 건국대학교 언론홍보대학원 겸임교수(2013년~) 강의 과목 온라인저널리즘

## 수상 경력
- 문화체육관광부뉴미디어 부문 공로(2007년)
- 한국온라인편집기자협회온라인저널리즘 기여 공로상(2013년)
- 한국온라인편집기자협회온라인저널리즘 데이터저널리즘 부문 최우수상(2015년)

## 저서
- 한국신문의 뉴미디어 혁신 (2006년)
- 뉴스의 혁명 NEWSML (2007년)
- 혁신저널리즘 (2015년)

## 같이 보기
- 네이버 http://people.search.naver.com/search.naver?sm=tab_txc&where=people_profile&ie=utf8&query=%EC%B5%9C%EC%A7%84%EC%88%9C&os=184197%5B깨진+링크(과거+내용+찾기)%5D
- 한국기자협회 http://www.journalist.or.kr/news/articleView.html?idxno=8220%5B깨진+링크()%5D+과거+내용+찾기%5D)%5D
- 네트에서 세상 읽기 http://www.saenon.min.or.kr/17
- 네이버 http://book.naver.com/bookdb/book_detail.nhn?bid=2621007
- 연합뉴스 http://www.yonhapnews.co.kr/medialabs/special/interview/interview_choi.html